# Ctenitis kjellbergii
Ctenitis kjellbergii är en träjonväxtart som först beskrevs av Carl Frederik Albert Christensen, Kjellb. och C. Chr., och fick sitt nu gällande namn av Ren-Chang Ching. Ctenitis kjellbergii ingår i släktet Ctenitis och familjen Dryopteridaceae. Inga underarter finns listade.